# Actinosphaerium
Actinosphaerium è un genere di protozoi unicellulari, presenti soprattutto nelle acque dolci. È l'unico genere nella famiglia Actinosphaeridae.
La caratteristica forma è prevalentemente sferica, sovrastata da migliaia di sottilissimi prolungamenti, denominati assopodi. Questi prolungamenti sono molto sensibili, infatti ad ogni movimento d'acqua si ritirano, e tornano ad allungarsi quando il liquido torna tranquillo. Gli assopodi hanno una funzione nella nutrizione, poiché con questi il protozoo cattura piccoli organismi di cui si nutre.
Il suo diametro va da un sesto di mm ad un intero mm. Una delle sue varietà assume una tonalità perlopiù verdastra, dovuta alla presenza al suo interno di alghe verdi anch'esse unicellulari.

## Tassonomia
La classificazione tradizionale inserisce Actinosphaerium nella famiglia monotipica (cioè con un solo genere) Actinosphaeridae, all'interno dell'ordine Actinophryida.
Una più recente classificazione filogenetica, invece, inserisce il genere direttamente nella classe Actinophryidae, appartenente al clade degli stramenopili.
Le specie appartenenti a questo genere sono:
- Actinosphaerium eichhornii
- Actinosphaerium nucleofilum